# Xanthisthisa fulva
Xanthisthisa fulva är en fjärilsart som beskrevs av W. Warren 1902. Xanthisthisa fulva ingår i släktet Xanthisthisa och familjen mätare. Inga underarter finns listade i Catalogue of Life.